# Open di Francia 2022 - Doppio maschile in carrozzina
Alfie Hewett e Gordon Reid erano i campioni in carica e hanno riconquistato il titolo per la terza volta consecutiva, battendo in finale Gustavo Fernández e Shingo Kunieda con il punteggio di 7–6(5), 7–6(5).

## Teste di serie
1.    Alfie Hewett /  Gordon Reid (campioni)
  2.    Stéphane Houdet /  Nicolas Peifer (semifinale)

## Tabellone

### Legenda
| - Q = Qualificato - WC = Wild card - LL = Lucky loser | - ALT = Alternate - SE = Special Exempt - PR = Protected Ranking | - w/o = Walkover - r = Ritirato - d = Squalificato |

|  | Quarti di finale | Quarti di finale                       | Quarti di finale                       | Quarti di finale | Quarti di finale |  |  | Semifinali | Semifinali                             | Semifinali                       | Semifinali                       | Semifinali                       |    |    | Finale | Finale                   | Finale                   | Finale | Finale |  |
|  |                  |                                        |                                        |                  |                  |  |  |            |                                        |                                  |                                  |                                  |    |    |        |                          |                          |        |        |  |
|  |                  |                                        |                                        |                  |                  |  |  | 1          | Alfie Hewett Gordon Reid               | 6                                | 3                                | [10]                             |    |    |        |                          |                          |        |        |  |
|  |                  | Guilhem Laget Tokito Oda               | Guilhem Laget Tokito Oda               | 2                | 5                |  |  |            | Daniel Caverzaschi Martín de la Puente | 2                                | 6                                | [8]                              |    |    |        |                          |                          |        |        |  |
|  |                  | Daniel Caverzaschi Martín de la Puente | Daniel Caverzaschi Martín de la Puente | 6                | 7                |  |  |            |                                        |                                  |                                  |                                  |    |    | 1      | Alfie Hewett Gordon Reid | Alfie Hewett Gordon Reid | 7      | 7      |  |
|  |                  | Tom Egberink Joachim Gérard            | Tom Egberink Joachim Gérard            | 3                | 0                |  |  |            |                                        |                                  | Gustavo Fernández Shingo Kunieda | Gustavo Fernández Shingo Kunieda | 65 | 65 |        |                          |                          |        |        |  |
|  |                  | Gustavo Fernández Shingo Kunieda       | Gustavo Fernández Shingo Kunieda       | 6                | 6                |  |  |            | Gustavo Fernández Shingo Kunieda       | Gustavo Fernández Shingo Kunieda | 7                                | 6                                |    |    |        |                          |                          |        |        |  |
|  |                  |                                        |                                        |                  |                  |  |  | 2          | Stéphane Houdet Nicolas Peifer         | Stéphane Houdet Nicolas Peifer   | 60                               | 1                                |    |    |        |                          |                          |        |        |  |